# 莱萨利讷站
莱萨利讷站是法国的一个铁路车站，位于法国科西嘉城市阿雅克肖境内。该站位于科西嘉岛上，不与法国本土的铁路网连接。
莱萨利讷站是一个无人看守的乘降所，没有任何售票设施。且该站不是一个必停站，在没有乘客提前告知的情况下，该站无任何列车停靠。

## 位置
莱萨利讷站位于阿雅克肖市区的东北部，大致呈东西走向，距离海岸线仅20米。

## 停靠线路
以下列车线路在莱萨利讷站停靠：
| 莱萨利讷站列车线路表 |              |        |          |              |
| 线路                 | 车种         | 上一站 | 下一站   | 大致运行频率 |
| 巴斯蒂亚—阿雅克肖    | Grande Ligne | 卡沃内 | 阿雅克肖 | 每天3~6趟    |
| 梅扎纳—阿雅克肖      | Grande Ligne | 卡沃内 | 阿雅克肖 | 每天5趟左右  |
| 1.                   |              |        |          |              |

## 配套交通

### 城际客运
莱萨利讷站附近暂无常规客运大巴车。

### 市内交通
| 莱萨利讷站附近的公交线路 |                | |
| 公交车站名称             | 位置           | 停靠线路 |
| Salines CFC              | 莱萨利讷站门口 | - 1路（周日及节假日停运）：戴高乐广场 ↔ 瓦基奥高地 - 2路：鸡冠山 ↔ 瓦基奥高地 - 8路：火车站 ↔ 机场 - 10路（周日及节假日停运）：汽车站/火车站 ↔ 阿斯普雷托高地 |

## 临近车站
| 莱萨利讷站（Gare des Salines）                                                                   |                        |                    |
| 上行车站                                                                                         | 线路                   | 下行车站           |
| 卡沃内站* 4.1km ←                                                                                | 巴斯蒂亚－阿雅克肖铁路 | 阿雅克肖站 → 1.4km |
| - 本表仅显示运营中的线路及车站 *注：卡沃纳站为非必停乘降所，需要上下车的乘客须提前通知司机停靠。 |                        |                    |